# Marko Suvelo
Marko Suvelo (* 31. Oktober 1975 in Riihimäki) ist ein ehemaliger finnischer Eishockeytorwart mit deutscher Staatsangehörigkeit.

## Karriere
Marko Suvelo begann seine Karriere bei TuusKi Tuusula in der zweiten finnischen Division. Er spielte mehrere Jahre in verschiedenen Ligen Finnlands, unter anderem auch zwei Saisons in der SM-liiga für HPK Hämeenlinna und Ässät Pori. Im Jahr 1999 wechselte er zum REV Bremerhaven nach Deutschland, für die er insgesamt 98 Spiele absolvierte. In Partien für diverse Vereine aus der 2. Eishockey-Bundesliga sowie der Oberliga zeigte er seine Klasse, die ihm auch zwei Mal den Titel als besten Torhüter der Liga bescherten. Ab der Saison 2008/09 spielte Suvelo zwei Jahre für die Eispiraten Crimmitschau, ehe er für die Spielzeit 2010/11 zum REV Bremerhaven zurückging. 
Ab der Saison 2012/13 spielte er in der Oberliga Süd bei den Selber Wölfen. Im Februar 2013 verlängerte er seinen Vertrag um bis 2015 und war auch als Torwarttrainer im Nachwuchsbereich des VER Selb tätig. 2016 beendete er seine Spielerkarriere und arbeitete als Teammanager und Torwarttrainer bei den Selber Wölfen. 2019 wechselte er in den Betreuerstab der Löwen Frankfurt aus der DEL2.

## Karrierestatistik
(Legende zur Torhüterstatistik: GP oder Sp = Spiele insgesamt; W oder S = Siege; L oder N = Niederlagen; T oder U oder OT = Unentschieden oder Overtime- bzw. Shootout-Niederlage; Min. = Minuten; SOG oder SaT = Schüsse aufs Tor; GA oder GT = Gegentore; SO = Shutouts; GAA oder GTS = Gegentorschnitt; Sv% oder SVS% = Fangquote; EN = Empty Net Goal; 1 Play-downs/Relegation; Kursiv: Statistik nicht vollständig)

## Erfolge und Auszeichnungen
- Meister in der Oberliga 1999/00
- Meister in der 2. Bundesliga 2001/02
- Bester Torhüter (Oberliga Nord/Ost 2004/05)
- Bester Torhüter (Oberliga Meisterrunde 2004/05)
- Bester Torhüter (Oberliga PlayOffs 2004/05)
- Bester Torhüter der Oberliga Nord/Ost (2005 – von der Eishockey News ausgezeichnet)
- Bester Torhüter der Regionalliga Nord/Ost (2006 – von der Eishockey News ausgezeichnet)